# Majang (Amsterdam)
Majang (brug 1986) is een bouwkundig kunstwerk in Amsterdam-Oost.
De betonnen verkeersbrug is gelegen in de Sumatrakade en overspant de Majanggracht. Het is een van de vier verkeersbruggen, die in de weg Sumatrakade liggen en de gegraven grachten op het Java-eiland overspannen. Deze bruggen, van west naar oost Brantas, Lamong, Majang en Serang moeten het “zwaar verkeer” dragen daar waar andere bruggen over de grachten alleen geschikt zijn voor voetgangers (de zuidelijke bruggen) en voetgangers en fietsers (in het middenpad met verbinding tussen tuinen). De bruggen zijn ontworpen door architect Paul Wintermans (Quist Wintermans Architecten). De naam van de brug Majang is uitgespaard in de zuidelijke balustrade. De brug is net als de onderliggende gracht vernoemd naar de Indonesische rivier de Majang.
Doorvaartbreedte en –hoogte zijn hier hypothetisch; er mag onder de brug noch gevaren noch aangelegd worden. Het is aangegeven door borden (rood-wit-rood); bovendien is boven de waterlijn een stalen balk gemonteerd.

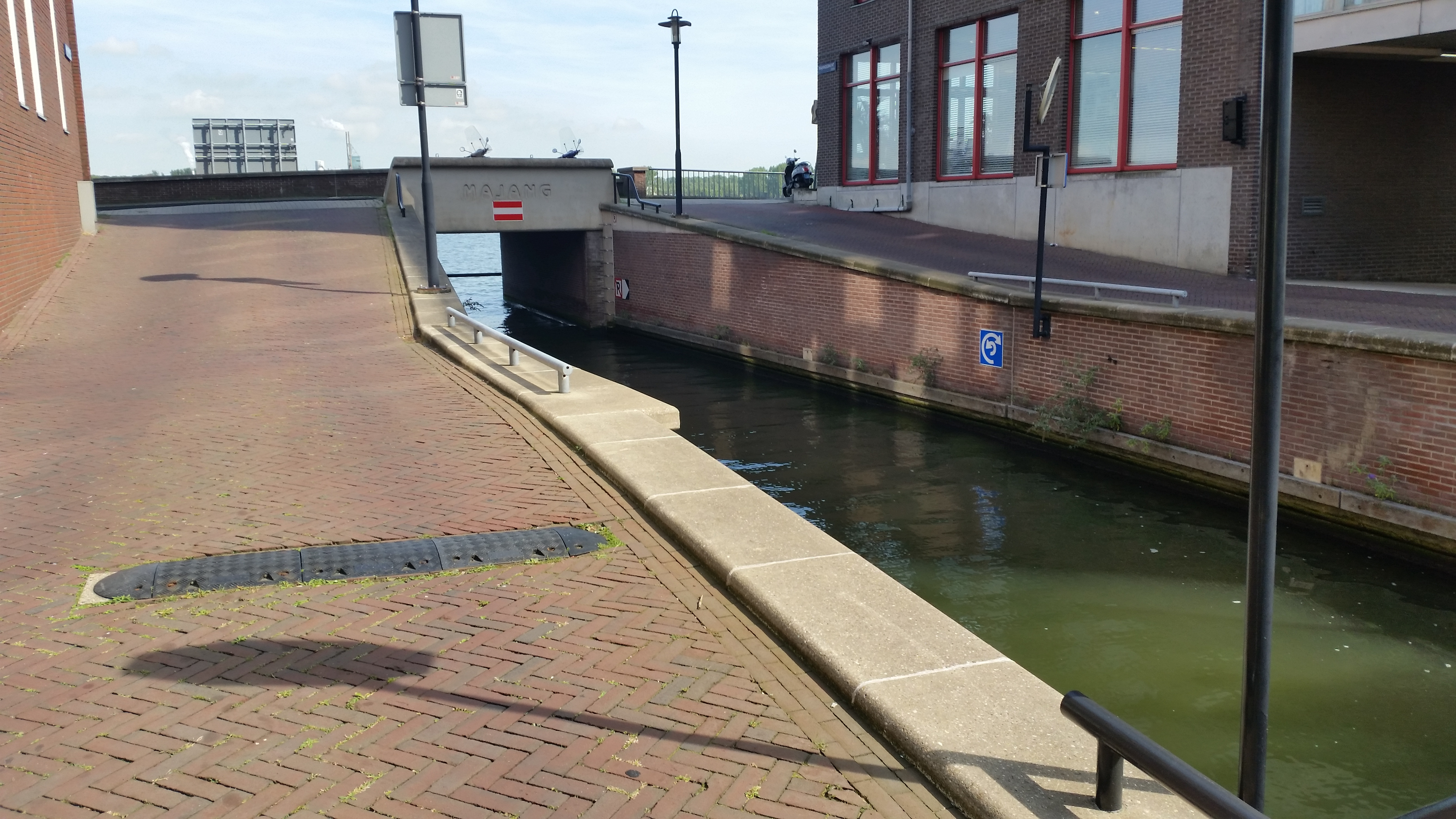
Majang over de Majanggracht (augustus 2019)

<<< · 1900 · 1901 · 1902 · 1904 · 1906 · 1907 · 1908 · 1909 · 1910 · 1911 · 1913 · 1914 · 1915 · 1916 · 1917 · 1919 · 1920 · 1922 · 1923 · 1925 · 1927 · 1929 · 1930 · 1931 · 1932 · 1933 · 1935 · 1936 · 1937 · 1938 · 1939 · 1940 · 1941 · 1942 · 1944 · 1945 · 1946 · 1947 · 1948 · 1949 · 1950 · 1951 · 1952 · 1953 · 1954 · 1955 · 1956 · 1957 · 1958 · 1959 · 1960 · 1961 · 1962 · 1963 · 1964 · 1965 · 1966 · 1967 · 1968 · 1969 · 1970 · 1971 · 1972 · 1973 · 1974 · 1975 · 1976 · 1977 · 1978 · 1979 · 1980 · 1981 · 1982 · 1983 · 1984 · 1985 · 1986 · 1987 · 1988 · 1989 · 1990 · 1991 · 1992 · 1993 · 1994 · 1995 · 1996 · 1997 · 1998 · 1999 · >>>
Brugnummers 1903, 1905, 1912, 1918, 1921, 1924, 1926, 1928, 1934, 1943 zijn niet (meer) in gebruik (januari 2021)